# Smappies
Smappies（スマッピーズ）は、男性アイドルグループSMAPのアルバムのレコーディングに参加したミュージシャンたちによる音楽ユニット。

## 概要
SMAPは1994年にリリースしたアルバム『SMAP 006〜SEXY SIX〜』以降、著名なジャズ・フュージョンのミュージシャンをアルバム製作時のレコーディング・メンバーとして多数迎えるようになった。その参加ミュージシャンの顔ぶれの豪華さは、SMAPのファンのみならず、ジャズ・フュージョンの愛好家からも驚きを持って迎えられた。この流れを作ったのが、当時SMAPの担当ディレクターだった鎌田俊哉と野澤孝智だった。
1995年にリリースされたアルバム『SMAP 007〜Gold Singer〜』ではニューヨーク・レコーディングが実現、バックバンド・メンバーが一堂に会することとなり、セッションが行われる。このセッションがきっかけとなり、ドラマーのオマー・ハキムにより「Smappies」と名付けられ、ついには1996年にSMAPが参加しない「Smappies」名義でのアルバム『SMAPPIES - Rhythmsticks』が発売された。1999年には第2弾『Smappies II』がリリースされている。
収録されている曲は、基本的にはいずれもSMAPのアルバムに収録されているナンバーの再レコーディングだが、アレンジが大きく変更されているものも少なくない。
鎌田と野澤が『SMAP 012 VIVA AMIGOS!』を最後に担当から外れたことにより2000年代以降はSMAPへの関与はなくなったが、2009年に発売されたアルバム『We are SMAP!』ではSmappiesのメンバーが再集結してレコーディングが行われた。また鎌田がディレクターとして関わった嵐の初期アルバム（『HERE WE GO!』等）等ではニューヨークレコーディングが行われ引き続きSmappiesのメンバーが参加していた。
『SMAP×SMAP』のエンディングトークのBGMとして『SMAPPIES - Rhythmsticks』『Smappies II』からの数曲が使用されている（2008年9月時点では、『SMAPPIES - Rhythmsticks』収録の「Morning」が使用されていた）。
『SMAPPIES - Rhythmsticks』『Smappies II』ともに、ジャケットは信藤三雄が手掛けた。

## 主な参加メンバー
一方のアルバムにしか参加していないメンバーも居る。
- サクソフォーン
  - マイケル・ブレッカー（ブレッカー・ブラザーズ）
  - ジェイ・ベッケンスタイン（スパイロ・ジャイラ)
  - グローヴァー・ワシントン・ジュニア
  - ケニー・ギャレット
  - フィル・ウッズ
- トランペット
  - ランディ・ブレッカー（ブレッカー・ブラザーズ）
  - アルトゥーロ・サンドヴァル
- フルート
  - デイヴ・ヴァレンティン
- ヴィブラフォン
  - マイク・マイニエリ
- ギター
  - ハイラム・ブロック
  - デイヴィッド・T・ウォーカー
  - デヴィッド・スピノザ
  - トニーニョ・オルタ
- ドラム
  - オマー・ハキム
  - ヴィニー・カリウタ
  - バーナード・パーディ
  - スティーヴ・ガッド
- ベース
  - ウィル・リー
  - ジョージ・ムラーツ
  - ジェームス・ジナス
  - チャック・レイニー
  - エディ・ゴメス
  - アンソニー・ジャクソン
- ピアノ
  - ジム・ビアード
  - フィリップ・セス
- ボーカル
  - ジェームス・J.T.・テイラー
  - ケヴィン・オーウェンズ
  - マンハッタン・トランスファー

## ディスコグラフィ

### アルバム
- SMAPPIES - Rhythmsticks (1996年4月24日、VICP-8165)
- Smappies II (1999年6月23日、VICP-60719)

## 受賞
- アルバム『SMAPPIES - Rhythmsticks』（1996年）ADLIB BEST RECORD OF THE YEAR 1996受賞
- アルバム『SMAPPIES II』（1999年）POPULAR DISC AWARDS 1999受賞